# Бердянка (Омская область)
Бердя́нка — деревня в Азовском немецком национальном районе Омской области. Входит в Азовское сельское поселение.

## География
Деревня находится в лесостепной зоне Омской области в пределах Ишимской равнины, являющейся частью Западно-Сибирской равнины).

## Уличная сеть
Восточная, Западная, Совхозная, Школьная, Южная.

### Климат
Климат резко континентальный, со значительными перепадами температур зимой и летом (согласно классификации климатов Кёппена — влажный континентальный климат (Dfb) с тёплым летом и холодной и продолжительной зимой).

## История
Селение заведено в 1909 году как переселенческий посёлок в Азовской волости Омского уезда Акмолинской области переселенцами из Таврической губернии.
В 1913 году в селе имелось 65 дворов, 403 жителя.
В 1917—1924 годах являлась волостным центром Бердянской волости.
В 1920 году насчитывалось 90 дворов, 114 хозяйств.
На 1925 год насчитывалось 114 хозяйств.
В 1925 году становится центром Бердянского сельского совета.
На 1926 год имелся сельский совет, школа, лавка общества потребителей.
С 1929 года в составе Новоомского района. Бердянский сельский совет упразднён.
В деревне действовала сельхозартель «Батрак».
В 1950-х годах имелся колхоз «Коммунар».
На 1991 год деревня входила в Азовский сельский совет Таврического района. Являлась отделением совхоза «Азовский».

## Население
| 1926 | 2002 | 2010 | 2021 |
| ---- | ---- | ---- | ---- |
| 658  | ↘254 | ↗259 | ↗267 |

### Историческая численность населения
- 1913—403 человека;
- 1914—602 человека;
- 1920—690 человек;
- 1925—845 человек;
- 1926—658 человек;
- 2009—247 человек.

### Гендерный состав
К 1914 году из 602 человека 302 мужчин, 300 женщин.
К 1926 году из 658 человек 319 мужчин, 339 женщин.
По данным Всероссийской переписи населения 2010 года в гендерной структуре населения из 259 человек мужчин — 129, женщин — 130 (49,8 и 50,2 % соответственно).

### Национальный состав
В 1920 году в селе население дворов по национальному признаку распределялось: 6 дворов великороссов, 83 двора украинцев, 1 двор немецкий.
Согласно результатам переписи 2002 года, в национальной структуре населения: русские составляли 44 %, казахи — 29 % от общей численности населения.

## Инфраструктура
На 2009 год в деревне имелся ФАП, магазин, работал почтальон, функционировали два крестьянско-фермерских хозяйства.
На 2011 год имелась школа, крестьянско-фермерское хозяйство «Рыжих».